# إرنا لازاروس
إرنا لازاروس (بالإنجليزية: Erna Lazarus)‏ هي كاتبة سيناريو أمريكية، ولدت في 16 يونيو 1903 في بوسطن في الولايات المتحدة، وتوفيت في 19 فبراير 2006 في وودلاند هيلز، كاليفورنيا في الولايات المتحدة.

## وصلات خارجية
- إرنا لازاروس على موقع IMDb (الإنجليزية)
- إرنا لازاروس على موقع قاعدة بيانات الفيلم (الإنجليزية)